# Corvin tető
 (novembre 2022).
Si vous disposez d'ouvrages ou d'articles de référence ou si vous connaissez des sites web de qualité traitant du thème abordé ici, merci de compléter l'article en donnant les références utiles à sa vérifiabilité et en les liant à la section « Notes et références ».
 (novembre 2022).
Corvin tető (/ˈkoɾvin ˈtɛtøː/) est un romkocsma de Budapest. Il est aménagé sur le toit du magasin Corvin situé Blaha Lujza tér. Ouvert [Quand ?], il s'agit d'un lieu de concerts et d'un bar en plein air, auquel on accède par un escalier situé sur le côté du bâtiment. C'est un lieu emblématique de la jeunesse alternative hongroise[réf. souhaitée].